# Joseph Malliard
Joseph Malliard (Vienna, 1748 – 1814) è stato un artigiano austriaco.
Joseph Malliard, o Maliar, coltellinaio, realizzò su incarico di Giovanni Alessandro Brambilla (1728-1800), una serie di strumenti chirurgici. Brambilla gli fornì come modelli non solo strumenti di manifattura francese e inglese, ma anche le tavole del suo Instrumentarium chirurgicum militare Austriacum, pubblicato in tedesco nel 1780 e in latino nel 1782.